# Shah Amanat nemzetközi repülőtér
A Shah Amanat nemzetközi repülőtér a bangladesi Csittagong város repülőtere. A repülőtér neve egy iszlám szent nevéből származik. A repülőtér neve korábban M. A. Hannan nemzetközi repülőtér volt, de a bangladesi kormány 2005. április 2-án átkeresztelte jelenlegi nevére.

## Forgalom
Az utasforgalom az elmúlt években az alábbi módon változott:
| Utasok száma | 350 000 | 468 000 | 356 000 | 746 000 | 690 000 | 861 000 | 929 000 | 1 088 000 | 1 184 000 | 1 687 000 |
|              | 2003    | 2005    | 2006    | 2008    | 2010    | 2011    | 2013    | 2015      | 2016      | 2018      |

## Légitársaságok és úticélok
2024-ben a Shah Amanat nemzetközi repülőtérről az alábbi járatok indulnak:

### Személy
| Légitársaság              | Célállomások                                                                                               | Refs.         |
| ------------------------- | --- | ------------- |
| Air Arabia                | Abu Dhabi, Sharjah                                                                                         |               |
| Air Astra                 | Dhaka | [ 2 ]         |
| Biman Bangladesh Airlines | Abu Dhabi, Cox's Bazar, Dhaka, Doha, Dubai–International, Jeddah, Jessore, Medina, Muscat, Sharjah, Sylhet | [ 6 ] [ 7 ]   |
| flydubai                  | Dubai–International                                                                                        | [ 8 ]         |
| Jazeera Airways           | Kuwait | [ 9 ]         |
| Novoair                   | Dhaka | [ 10 ]        |
| Qatar Airways             | Doha | [ 11 ]        |
| Salam Air                 | Muscat | [ 12 ]        |
| US-Bangla Airlines        | Abu Dhabi, Dhaka, Doha, Jessore, Kolkata, Muscat, Saidpur                                                  | [ 14 ] [ 15 ] |

### Cargo
| Légitársaság       | Célállomások       | Refs.     |
| ------------------ | ------------------ | --------- |
| Etihad Cargo       | Abu Dhabi, Hanoi   | [ 16 ]    |
| SkyAir             | Dhaka, Cox's Bazar | [forrás?] |
| Bismillah Airlines | Dhaka, Cox's Bazar | [forrás?] |
| Easy Fly Express   | Dhaka, Cox's Bazar | [forrás?] |
| Hello Airlines     | Dhaka              | [forrás?] |